# Avdellás
Avdellás, en grec moderne : Αβδελλάς, est un village du dème de Mylopótamos, en Crète, en Grèce. Selon le recensement de 2011, la population d'Avdellás compte 131 habitants. Il est situé à une altitude de 440 m et à 43 km de Réthymnon.